# Monceau-le-Waast

Monceau-le-Waast este o comună în departamentul Aisne din nordul Franței. În 1 ianuarie 2022 avea o populație de 216 de locuitori.